# Plaka (Arcadia)
Plaka  este un oraș în Grecia în Prefectura Arcadia.